# Вітце
Вітце (нім. Wietze) — сільська громада в Німеччині, розташована в землі Нижня Саксонія. Входить до складу району Целле.
Площа — 62,94 км2. Населення становить 8642 ос. (станом на 31 грудня 2021).